# Portada/efemèride desembre 31
Resclosa de Miraflores, al canal de Panamà.
« 30 de desembre · 31 de desembre · 1 de gener »